# Sprogø Fyr
Sprogø Fyr er et anduvningsfyr bygget på Sprogø i Storebælt i 1868. Et oprindeligt fyr blev bygget af Poul Løwenørn på øen i 1809 af Postvæsenet som ønskede hjælpemidler til navigationen når man krydsede Storebælt.
Sprogø Fyr blev den 9. august 1980 nedlagt som fungerende fyr. I 1997 blev lyset i fyrtårnet atter tændt. Fyrlyset har dog ingen praktisk betydning for skibstrafikken.
På Sprogø findes der desuden et andet fyr, Sprogø Havn Fyr der har til formål at lede skibe sikkert i havn på Sprogø. Derudover er der lys i de 7 vindmøller, der er opstillet i havet ved nordsiden af øen.

## Galleri
- Sprogø Fyr og fyrbakke.
- Fyr og fyrmesterbolig.
- Sprogø Fyr.